# Papillon Rose New Season
Papillon Rose New Season é uma série em anime curta com 6 episódios com garotas mágicas semi-nuas lutando num estilo parecido com o de Sailor Moon e Cutie Honey em 2006.
A série foi criada por Ai Hazazono, que era aniciante num projeto de site para Anime. A série já havia virado uma OVA em 2003. A história da série é baseada em um ano depois do primeiro OVA.